# Công ty cổ phần Tập đoàn Trường Hải
Công ty cổ phần Tập đoàn Trường Hải (viết tắt: THACO, tên giao dịch quốc tế: Truong Hai Group Corporation) là một tập đoàn đa ngành hoạt động trong lĩnh vực sản xuất và lắp ráp ô tô, nông nghiệp, cơ khí chế tạo, công nghiệp hỗ trợ, đầu tư xây dựng, thương mại, dịch vụ và giao nhận vận chuyển được thành lập vào ngày 29 tháng 4 năm 1997 có trụ sở chính tại Tòa nhà Sofic, số 10 Mai Chí Thọ, phường Thủ Thiêm, Thành phố Thủ Đức, Thành phố Hồ Chí Minh, Việt Nam.

## Lịch sử hình thành và phát triển

### Công ty cổ phần Ô tô Trường Hải
- Tiền thân của Thaco là Công ty Trách nhiệm Hữu hạn Ô tô Trường Hải được thành lập ngày 29 tháng 4 năm 1997, có trụ sở tại số 9 đường 2A, Khu Công nghiệp Biên Hòa 2, An Bình, Biên Hòa, Đồng Nai. Tên của công ty được lấy từ tên người con trai út của ông Trần Bá Dương là ông Trần Bá Trường Hải.
- Năm 1998: Thành lập Văn phòng Đại diện có trụ sở tại số 13 Phạm Đình Hổ, Phường 2, Quận 6, Thành phố Hồ Chí Minh.
- Năm 1999: Thành lập chi nhánh đầu tiên đặt tại Hà Nội, có địa chỉ số 2A Ngô Gia Tự, Đức Giang, Gia Lâm (nay là quận Long Biên).
- Năm 2000: Thành lập Công ty Sản xuất và Lắp ráp Ô tô Tracimexco – Trường Hải, xây dựng nhà máy lắp ráp ô tô (xe tải nhẹ KIA) và xưởng Cơ điện.
- Năm 2002: Thành lập chi nhánh miền Trung tại thành phố Đà Nẵng và mở Showroom trực thuộc tại Phan Thiết, Cần Thơ, Bình Triệu (Thủ Đức). Cũng trong năm này, công ty chuyển văn phòng đại diện về số 76 Trương Định, Phường 9, Quận 3, Thành phố Hồ Chí Minh.
- Năm 2003: Thành lập Công ty Trách nhiệm Hữu hạn Sản xuất và Lắp ráp Ô tô Chu Lai - Trường Hải tại Khu kinh tế mở Chu Lai, Núi Thành, Quảng Nam.
- Năm 2004: Khánh thành Nhà máy Sản xuất và Lắp ráp Ô tô Chu Lai – Trường Hải.
- Năm 2005:
  - Thành lập Công ty Vận tải biển Chu Lai - Trưởng Hải có vốn điều lệ 70 tỷ đồng.
  - Thành lập Công ty Việt – Gemphil (nay là Công ty Trách nhiệm Hữu hạn Một thành viên Hóa chất Chuyên dụng Chu Lai – Trường Hải) và khai trương Showroom tại Nông Cống, Thanh Hóa.
- Năm 2006:
  - Công ty chuyển văn phòng đại diện về địa chỉ G3 Điện Biên Phủ, Phường 25, Bình Thạnh, Thành phố Hồ Chí Minh.
  - Chính thức khai thác vận chuyển đường thủy bằng việc đưa vào hoạt động tàu Trường Hải Star 1 (chặng Chu Lai - Bình Dương).
- Năm 2007:
  - Công ty Trách nhiệm Hữu hạn Ô tô Trường Hải chuyển đổi mô hình thành Công ty cổ phần Ô tô Trường Hải, với vốn điều lệ 680 tỷ đồng. Trụ sở chính đặt tại Khu công nghiệp Biên Hòa II, Đồng Nai.
  - Hợp tác với KIA Motors, xây dựng Nhà máy lắp ráp xe du lịch Trường Hải – Kia tại Khu kinh tế mở Chu Lai.
  - Bổ sung thêm tàu Trường Hải Star 2 và đưa vào hoạt động vận chuyển đường thủy.
- Năm 2008:
  - Tếp tục đầu tư mở rộng hoạt động tại Khu công nghiệp cơ khí ô tô Chu Lai - Trường Hải: Thành lập Công ty Đầu tư phát triển hạ tầng Khu công nghiệp Đô thị Chu Lai – Trường Hải với chức năng đầu tư hạ tầng Khu Công nghiệp ô tô và dịch vụ Khu Công nghiệp.
  - Thành lập Nhà máy Ghế vào tháng 4 năm 2008 với vốn đầu tư 24 tỷ đồng, công suất 30.000 bộ sản phẩm/năm.
  - Thành lập Công ty Trách nhiệm Hữu hạn Một thành viên Sản xuất khung gầm – Thùng xe Chu Lai - Trường Hải.
  - Thành lập Công ty cơ khí chuyên dụng Bắc Bộ tại Chi nhánh Hà Nội và mở một loạt các Showroom tại Quảng Bình, Thái Nguyên, Bình Định, Tiền Giang, Vũng Tàu, Lâm Đồng.
- Năm 2009: Thành lập Công ty đầu tư xây dựng nhà máy Gia công thép và Công ty Trách nhiệm Hữu hạn Cơ khí Chu Lai – Trường Hải.
- Năm 2010:
  - Thành lập trường Cao đẳng nghề Chu Lai - Trường Hải và khai giảng khóa đầu tiên năm học 2010 – 2011 với 408 học viên.
  - Tiếp tục đầu tư vào hoạt động sản xuất tại Khu công nghiệp cơ khí ô tô Chu Lai - Trường Hải
  - Thành lập Công ty Trách nhiệm Hữu hạn Một thành viên Cơ điện Chu Lai – Trường Hải, đưa vào hoạt động Công ty Cơ khí và Công ty gia công Thép, xây dựng Cảng và Khu hậu cần cảng Tam Hiệp (nay là Cảng Chu Lai – Trường Hải).
  - Tháng 9 năm 2010, Trường Hải khánh thành Nhà máy Vina Mazda chuyên sản xuất, lắp ráp các sản phẩm xe Mazda với công suất 10.000 xe/năm.
- Năm 2011:
  - Thành lập Công ty cổ phần sản xuất phụ tùng Ô tô (Autocom) có năng suất 48,000 bộ ghế/năm.
  - Thành lập Nhà máy xe Bus và đưa vào hoạt động Nhà máy Vina Mazda.
- Năm 2012:
  - Đổi Khu Liên hợp sản xuất và lắp ráp ô tô Chu Lai - Trường Hải thành Khu Phức hợp ô tô Chu Lai - Trường Hải.
  - Khánh thành Cảng Tam Hiệp Chu Lai - Trường Hải.
  - Tham gia thị trường xe chuyên dụng với việc mua lại 51% cổ phần của Công ty Soosung tại Hàn Quốc.
- Năm 2013:
  - Hợp tác với Peugeot[2], tiến hành sản xuất và lắp ráp xe ô tô thương hiệu Peugeot tại Việt Nam.
  - Tiếp tục chiến lược đầu tư các nhà máy công nghiệp hỗ trợ tại Khu phức hợp: Nhà máy Dây điện ô tô, Nhà máy Kính ô tô, nhà máy sản xuất linh kiện nhựa, mở rộng nhà máy Cơ khí.
  - Mở rộng mạng lưới Showroom trực thuộc, nâng tổng số Showroom lên 60 trên cả nước.
- Năm 2014: Hạ thủy tàu Trường Hải Star 3[3] và ra mắt dịch vụ Logistic trọn gói tại Cảng Chu Lai – Trường Hải.
- Năm 2015: Phát triển mạnh mẽ về doanh số xe với 137 showroom và đại lý trên toàn quốc.
- Ngày 29 tháng 6 năm 2016, Nắm quyền kiểm soát Công ty cổ phần đầu tư địa ốc Đại Quang Minh.[4]
- Năm 2017, khởi công nhà máy sản xuất xe du lịch Mazda mới,[5] đồng thời tham gia lĩnh vực nông nghiệp.[6]
- Năm 2018: Khánh thành nhà máy sản xuất ô tô Thaco Mazda lớn nhất và hiện đại nhất Đông Nam Á tại Quảng Nam.[7]
- Tháng 8 năm 2018, Thaco hợp tác với HAGL với giá trị lên tới 1 tỷ USD.
- Năm 2019, hợp tác với Tập đoàn Daimler sản xuất lắp ráp và phân phối các dòng xe Fuso tại Việt Nam.[8]
- Tháng 10 năm 2020, hợp tác với Iveco sản xuất lắp ráp và phân phối xe Minibus Daily và Daily Plustại Việt Nam.[9]

### Công ty cổ phần Tập đoàn Trường Hải
- Ngày 31 tháng 5 năm 2021, tại Đại hội đồng cổ đông thường niên năm 2020, Thaco chuyển đổi mô hình Công ty cổ phần Tập đoàn Trường Hải và thành lập 6 công ty thành viên, bao gồm: Thaco Auto, Thaco Agri, Thaco Industries, Thadico, Thiso và Thilogi, trong đó các ngành bổ trợ cho nhau và có tính tích hợp cao.[10]
- Ngày 17 tháng 12 năm 2022
  - Tổ chức Lễ công bố thành lập Công ty Tập đoàn Công nghiệp Trường Hải (Thaco Industries)
  - Khánh thành Trung tâm Cơ khí với quy mô hàng đầu Việt Nam.[11][12]

## Ban lãnh đạo

### Hội đồng Quản trị
- Chủ tịch Hội đồng quản trị: Trần Bá Dương[13]
- Phó Chủ tịch Thường trực Hội đồng quản trị: Nguyễn Hùng Minh
- Phó Chủ tịch Hội đồng quản trị: Cheah Kim Teck
- Thành viên Hội đồng quản trị: Viên Diệu Hoa
- Thành viên Hội đồng quản trị: Benjamin Herrenden Birks

### Ban Tổng Giám đốc
- Tổng Giám đốc: Trần Bá Dương
- Phó Tổng Giám đốc: Nguyễn Quang Bảo
- Phó Tổng Giám đốc: Trần Bảo Sơn
- Phó Tổng Giám đốc: Nguyễn Hoàng Tuệ
- Phó Tổng Giám đốc: Lưu Văn Đạt

## Lãnh đạo qua các thời kỳ

### Chủ tịch Hội đồng Quản trị
- 1997 - nay: Trần Bá Dương

### Tổng Giám đốc
- 1997 - 2007: Trần Bá Dương
- 2007 - 2018: Nguyễn Hùng Minh
- 2018 - 2025: Phạm Văn Tài
- 2025 - nay: Trần Bá Dương

## Các tập đoàn thành viên
| Tên tập đoàn     | Tên pháp nhân                                        | Lĩnh vực kinh doanh          | Chủ tịch Hội đồng Quản trị | Tổng Giám đốc    | Quy mô nhân sự (dự kiến 2025) | Các Công ty con |
| ---------------- | ---------------------------------------------------- | ---------------------------- | -------------------------- | ---------------- | ----------------------------- | --- |
| THACO AUTO       | Công ty Trách nhiệm hữu hạn THACO AUTO               | Ô tô                         | Trần Bá Dương              | Nguyễn Quang Bảo | 14.864 người                  | 1. Công ty TNHH Phân phối THACO AUTO 2. Công ty TNHH THACO AUTO Phạm Văn Đồng - Hà Nội 3. Công ty TNHH THACO AUTO Peugeot - Hà Nội 4. Công Ty Cổ Phần Đầu Tư Phát Triển Và Thương Mại Dịch Vụ Phú Xuân 5. Công ty TNHH THACO AUTO TẢI, BUS - HÀ NỘI 6. Công Ty Cổ phần Xây Dựng Và Vật Tư Thiết Bị 7. Công ty TNHH THACO AUTO Bạch Đằng Hà Nội 8. Công ty TNHH MTV Cơ khí chuyên dụng Bắc Bộ Trường Hải 9. Công ty TNHH MTV Ô tô Trường Hải Tây Nam - Hà Nội 10. Công ty TNHH THACO AUTO Bắc Ninh 11. Công ty Cổ phần Ô tô Hyundai Hưng Yên 12. Công Ty TNHH MTV Ô tô Trường Hải Thái Bình 13. Công ty TNHH THACO AUTO Lào Cai 14. Công ty TNHH THACO AUTO Bắc Giang 15. Công ty TNHH THACO AUTO Thái Nguyên 16. Công ty TNHH Một Thành Viên Ô tô Trường Hải Vĩnh Phúc 17. Công ty TNHH MTV Ô tô Trường Hải Phú Thọ 18. Công ty TNHH THACO AUTO Hải Phòng 19. Công ty TNHH THACO AUTO Quảng Ninh 20. Công ty TNHH THACO AUTO Hải Dương 21. Công ty TNHH THACO AUTO Hoà Bình 22. Công ty TNHH THACO AUTO Sơn La 23. Công ty TNHH THACO AUTO Thanh Hóa 24. Công ty TNHH THACO AUTO Thanh Hóa 25. Công ty TNHH THACO AUTO Nghệ An 26. Công ty Cổ phần Cơ Khí Ô Tô Nghệ An 27. Công ty TNHH THACO AUTO Tải, Bus - TP.HCM 28. Công Ty TNHH MTV TM-SX Diệu Bằng 29. Công ty TNHH THACO AUTO Phú Mỹ Hưng - TP.HCM 30. Công ty TNHH THACO AUTO Peugeot - TP.HCM 31. Công ty TNHH THACO AUTO BMW - TP. HCM 32. Công ty TNHH THACO AUTO Bình Tân - TP.HCM 33. Công ty TNHH THACO AUTO Trường Chinh - TP.HCM 34. Công ty TNHH THACO AUTO Gò Vấp - TP.HCM 35. Công ty TNHH MTV Ô tô Trường Hải Đồng Nai 36. Công ty TNHH THACO AUTO Đồng Nai 37. Công ty TNHH THACO AUTO Bình Dương 38. Công ty TNHH THACO AUTO Long An 39. Công Ty Cổ Phần Vũng Tàu Trường Hải 40. Công ty TNHH THACO AUTO Tây Ninh 41. Công ty TNHH THACO AUTO Lâm Đồng 42. Công ty TNHH MTV TM DV Vận tải Trường Hải - Bình Phước 43. Công Ty TNHH MTV Ô Tô Trường Hải Đắk Nông 44. Công ty TNHH Trường Linh 45. Công ty Cổ phần Ô tô Thành Trung 46. Công ty TNHH MTV Ô tô Trường Hải Kon Tum 47. Công ty TNHH THACO AUTO Gia Lai 48. Công ty TNHH THACO AUTO Tiền Giang 49. Công ty TNHH MTV Ô tô Trường Hải Đồng Tháp 50. Công ty TNHH MTV Ô tô Trường Hải Trà Vinh 51. CÔNG TY TNHH THACO AUTO CẦN THƠ 52. Công ty TNHH MTV Ô Tô Trường Hải Hậu Giang 53. Công ty TNHH MTV Ô tô Trường Hải Bạc Liêu 54. Công ty TNHH MTV Ô tô Trường Hải Sóc Trăng 55. Công ty TNHH MTV Ô tô Trường Hải Vĩnh Long 56. Công ty TNHH THACO AUTO An Giang 57. Công ty TNHH MTV Ô tô Trường Hải Kiên Giang 58. Công ty TNHH THACO AUTO Khánh Hòa 59. Công ty TNHH MTV Ô tô Trường Hải Ninh Thuận 60. Công Ty TNHH MTV Trường Hải Phú Yên 61. Công ty TNHH THACO AUTO Bình Định 62. Công Ty TNHH MTV Huế Trường Hải 63. Công ty TNHH MTV Ô tô Trường Hải Quảng Trị 64. Công ty TNHH MTV Trường Hải Quảng Bình 65. Công ty TNHH MTV Ô tô Trường Hải Quảng Ngãi 66. Công ty TNHH THACO AUTO Quảng Nam 67. Công ty TNHH Sản xuất và Lắp ráp Ôtô Du lịch Trường Hải – KIA 68. Công ty TNHH MTV Sản xuất Ôtô Thaco – Mazda 69. Công ty TNHH MTV Sản xuất xe Bus Thaco 70. Công ty TNHH MTV SX và LR Ôtô khách Trường Hải 71. Công ty TNHH MTV SX & LR xe Tải Thaco 72. Công Ty TNHH SX & LR Ô Tô Du Lịch Cao Cấp Thaco 73. Công ty MTV TNHH Sản xuất Xe Du lịch Chuyên dụng Cao cấp Thaco |
| THACO AGRI       | Công ty Cổ phần Tập đoàn Nông nghiệp Trường Hải      | Nông nghiệp                  | Trần Bá Dương              | Trần Bảo Sơn     | 44.609 người                  | 1. Công ty TNHH MTV Chăn nuôi bò Trung nguyên 2. Công ty TNHH MTV Cây ăn trái THAGRICO Cao Nguyên 3. Công Ty TNHH Nông nghiệp Trường Hải Bình Định 4. Công Ty TNHH Nông nghiệp Trường Hải An Giang 5. Công ty TNHH Chăn nuôi Thagri 6. Công ty Cổ phần Hoàng Anh Đắk Lăk 7. Công Ty TNHH Thức Ăn Chăn Nuôi Thagri Long An 8. Công ty TNHH Daunpenh Agrico 9. Công ty TNHH MTV An Đông Mia 10. Công ty TNHH HA Lumphat 11. Công ty TNHH Sovann Vuthy 12. công ty TNHH Eastern Rubber 13. Công ty TNHH Bình Phước Kratie Rubber 2 14. Công ty TNHH MTV CRD 15. Công Ty TNHH MTV Heng Brothers 16. Công ty TNHH Hoàng Anh Oyadav 17. Công ty TNHH MTV Đầu tư và sản xuất kinh doanh Nông nghiệp Nam Lào |
| THACO INDUSTRIES | Công ty TNHH Tập đoàn Công nghiệp Trường Hải         | Cơ khí và Công nghiệp hỗ trợ | Trần Bá Dương              | Đỗ Minh Tâm      | 9.567 người                   | 1. Công ty Cổ phần Sản xuất Găng tay Chu Lai 2. Công ty TNHH Cơ điện Lạnh THACO INDUSTRIES 3. Công ty TNHH MTV Gia Công Thép Chu Lai - Trường Hải 4. Công ty TNHH MTV Sản xuất Khuôn Chu Lai Trường Hải 5. Công ty TNHH MTV Sản xuất Kính ô tô Chu Lai Trường Hải 6. Công ty TNHH MTV Sản xuất Linh kiện Composite Chu Lai Trường Hải 7. Công ty TNHH MTV Sản xuất Nhíp ô tô Chu Lai Trường Hải 8. Công ty TNHH MTV Tổ hợp Cơ khí THACO Chu Lai 9. Công ty TNHH Sản xuất Bao bì THACO Chu Lai 10. Công ty TNHH Sản xuất Keo và Dung dịch Chuyên dụng ô tô Chu Lai 11. Công ty TNHH Sản xuất Kính Ô tô Cao cấp THACO 12. Công ty TNHH Sản xuất Linh kiện Khung thân vỏ Ô tô THACO 13. Công ty TNHH Sản xuất Linh kiện Nhựa THACO 14. Công ty TNHH Sản xuất Máy lạnh ô tô VINA 15. Công ty TNHH Sản xuất Máy lạnh THACO 16. Công ty TNHH Sản xuất Nội thất ô tô THACO 17. Công ty TNHH Sản xuất Phụ tùng Điện Ô tô 18. Công ty TNHH Sản xuất Phụ tùng ô tô 19. Công ty TNHH Sản xuất Sơ Mi Rơ Moóc và Cấu kiện nặng THACO INDUSTRIES 20. Công ty TNHH Sản xuất Thiết bị Chuyên dụng THACO 21. Công ty TNHH Sản xuất Xe Chuyên Dụng THACO 22. Công ty TNHH Tổ hợp Cơ khí THACO |
| THADICO          | Công ty Cổ phần Đầu tư Địa ốc Đại Quang Minh         | Đầu tư và Xây dựng           | Trần Bá Dương              | Nguyễn Hoàng Tuệ | 2.548 người                   | 1. Công ty TNHH Thiết kế Kiến trúc Thadico 2. Công ty TNHH Xây dựng Dân dụng và Cơ điện THADICO E&C 3. Công ty TNHH MTV Đầu tư phát triển Hạ tầng KCN và Đô Thị Chu Lai Trường Hải 4. Công ty NNHH Xây dựng Công Nông nghiệp THADICO 5. Công ty TNHH Dịch vụ Quản lý Bất động sản Sala |
| THISO            | Công ty Cổ phần Dịch vụ và Thương mại Quốc tế THISO  | Thương mại và Dịch vụ        | Trần Bá Dương              | Nguyễn Hoàng Tuệ | 2.968 người                   | 1. Công ty Cổ Phần Da Giày Sagoda (Phan Huy Ích) 2. Công ty TNHH ĐT KD Bất Động Sản Thương Mại THADICO 3. CÔNG TY TNHH Trung tâm thương mại và cao ốc văn phòng THISO SALA 4. CÔNG TY TNHH THISO RETAIL 5. CÔNG TY TNHH Trung tâm hội nghị và tiệc cưới THISKYHALL |
| THILOGI          | Công ty TNHH Giao nhận vận chuyển Quốc tế Trường Hải | Logictis                     | Trần Bá Dương              | Bùi Minh         | 1.884 người                   | 1. Tổng Công ty Vận tải đường bộ THILOGI (THILOTRANS) 2. Công ty TNHH Liên vận Đông Dương THILOGI (THILOGI INDOCHINA) 3. Công ty TNHH Cảng biển Quốc tế Chu Lai (CHULAI PORT) 4. Công ty TNHH Vận tải biển THILOGI (THILOSHIP) 5. Công ty Đóng gói & Tháo kiện THILOGI (THILO PACK) |

## Danh hiệu
- Huân chương Lao động hạng Nhất (2018,[a] 2022[19][20][21][22])
- Huân chương Lao động hạng Nhì (2012)
- Huân chương Lao động hạng Ba (2007)

## Giải thưởng
- Giải thưởng Thương hiệu Quốc gia (2012–2022)[23][24][25][26]
- Sao Vàng Đất Việt (2012–2016)[27]
- Cờ thi đua xuất sắc của Chính phủ (2012–2015)
- Cờ thi đua xuất sắc của Chủ tịch nước (2012–2014)

Cùng một số giải thưởng khác...

## Sản phẩm

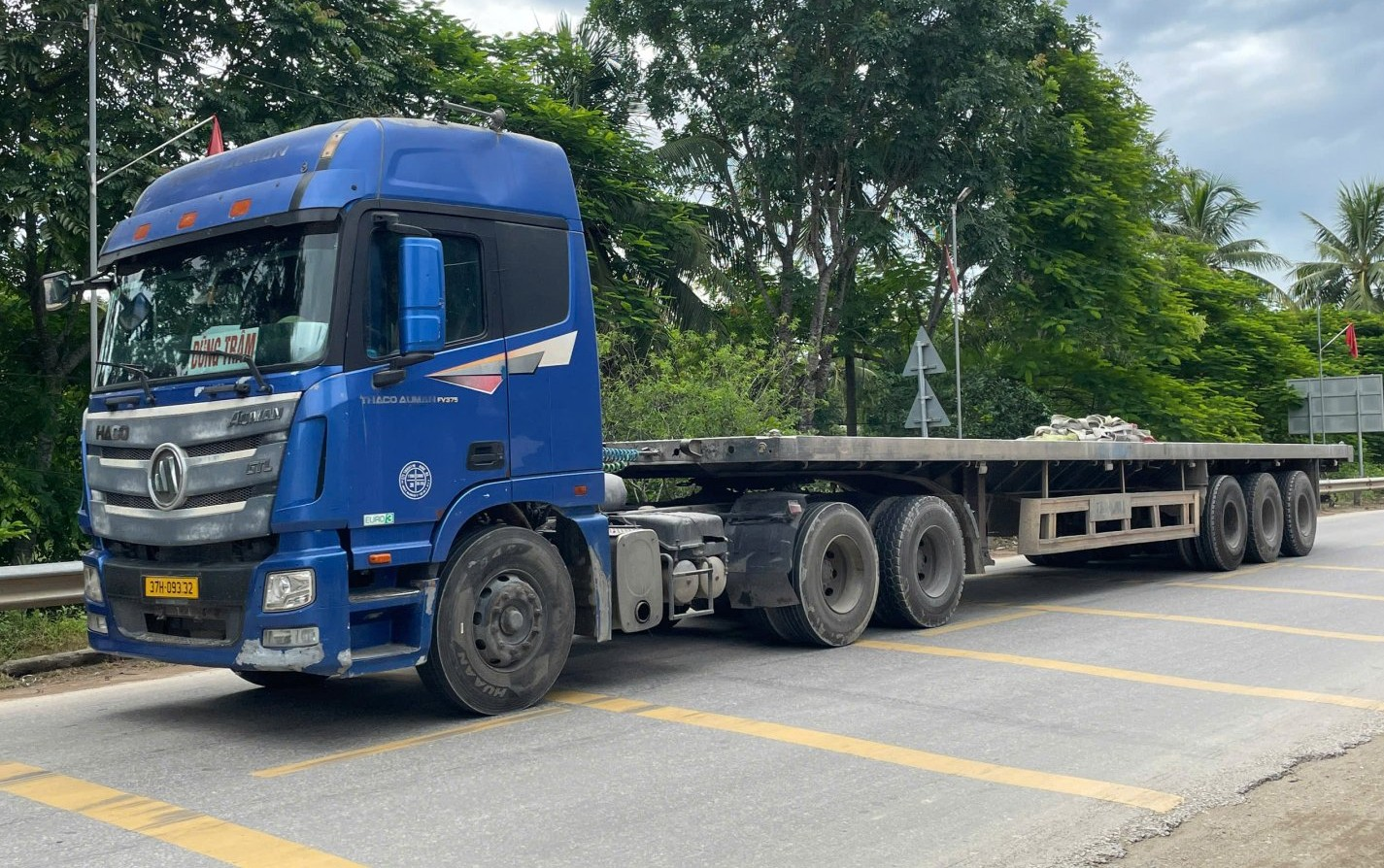
Thaco Auman
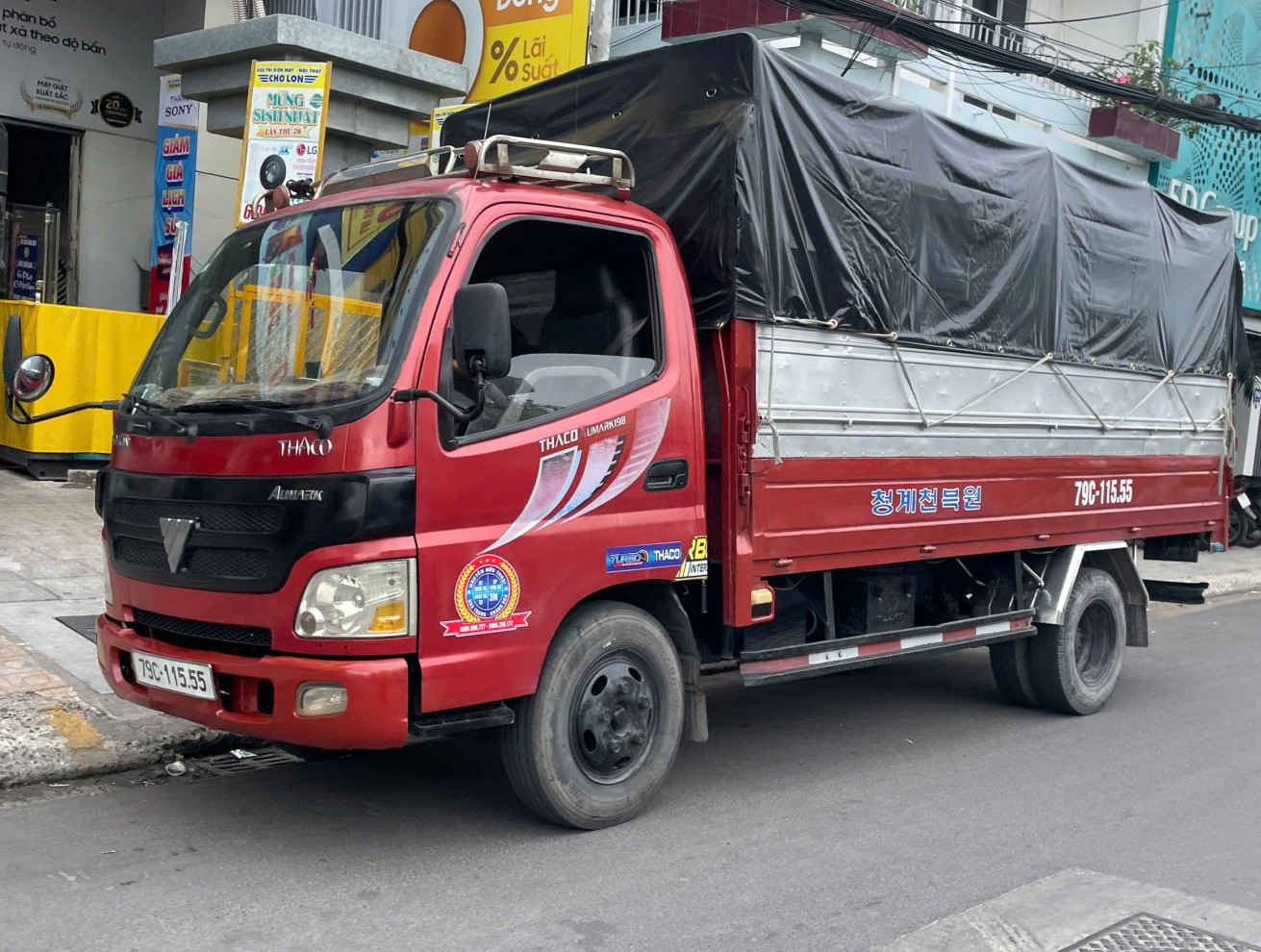
Thaco Aumark
Thaco Bluesky
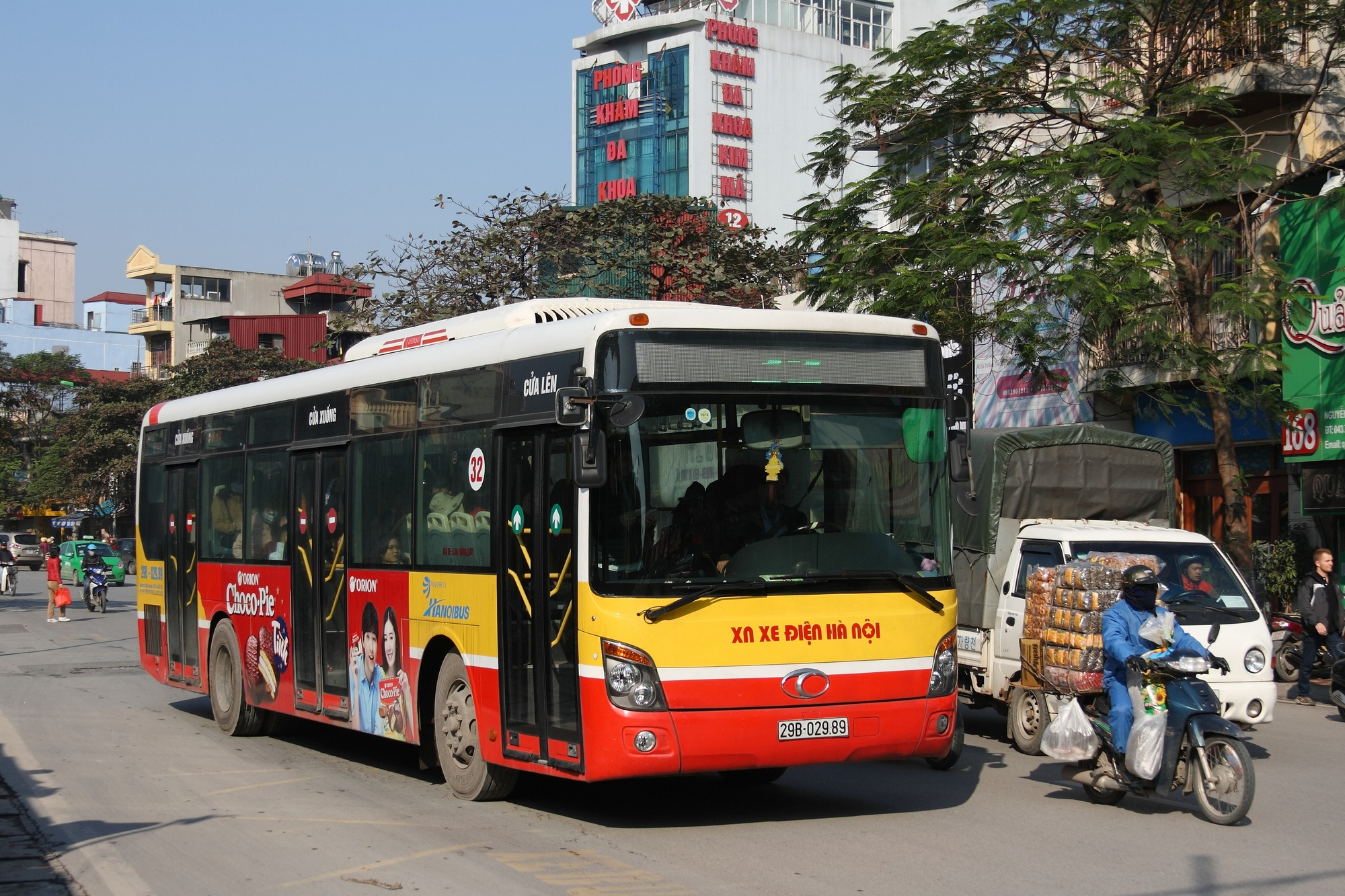
Thaco City
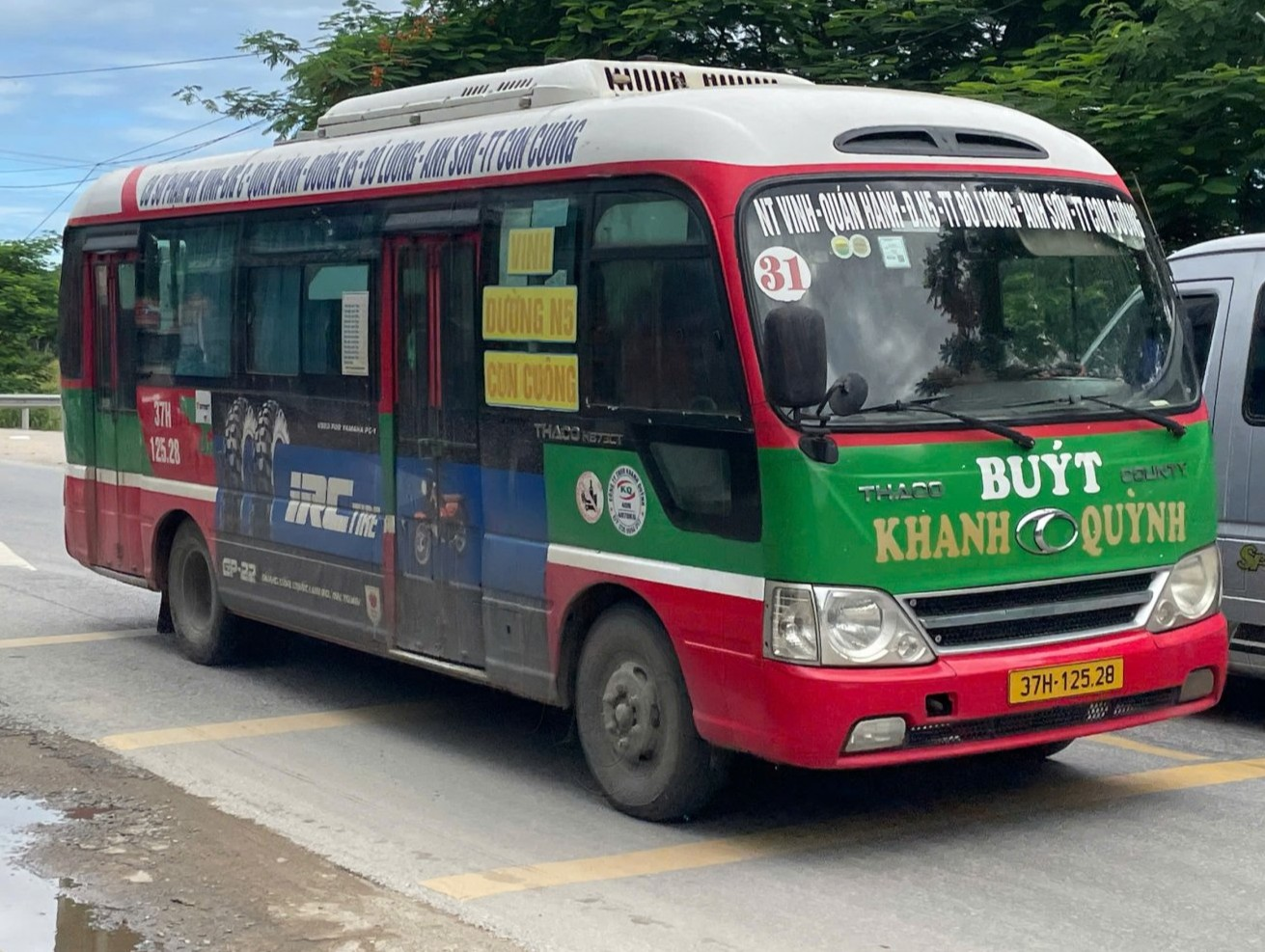
Thaco County
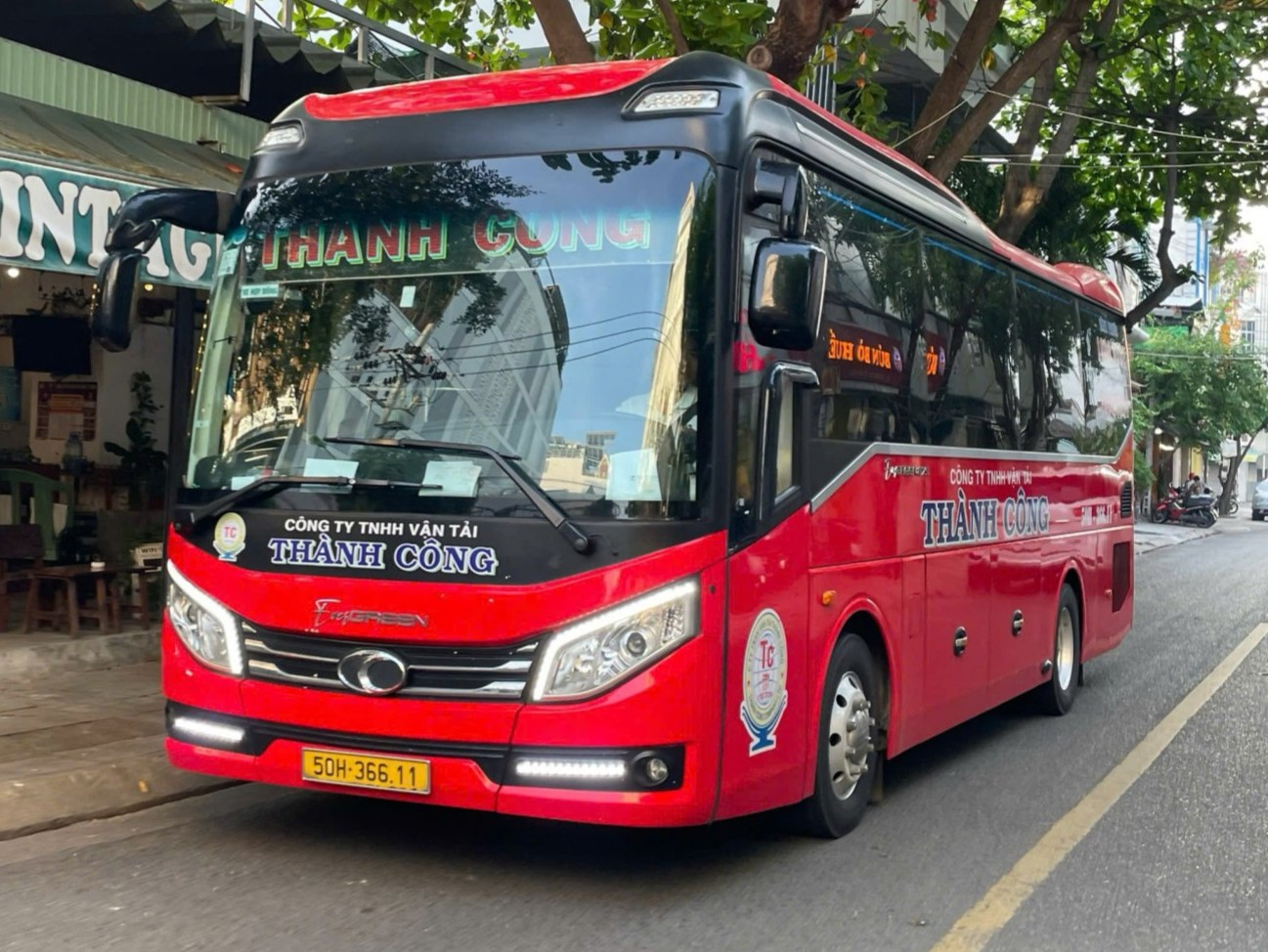
Thaco Evergreen
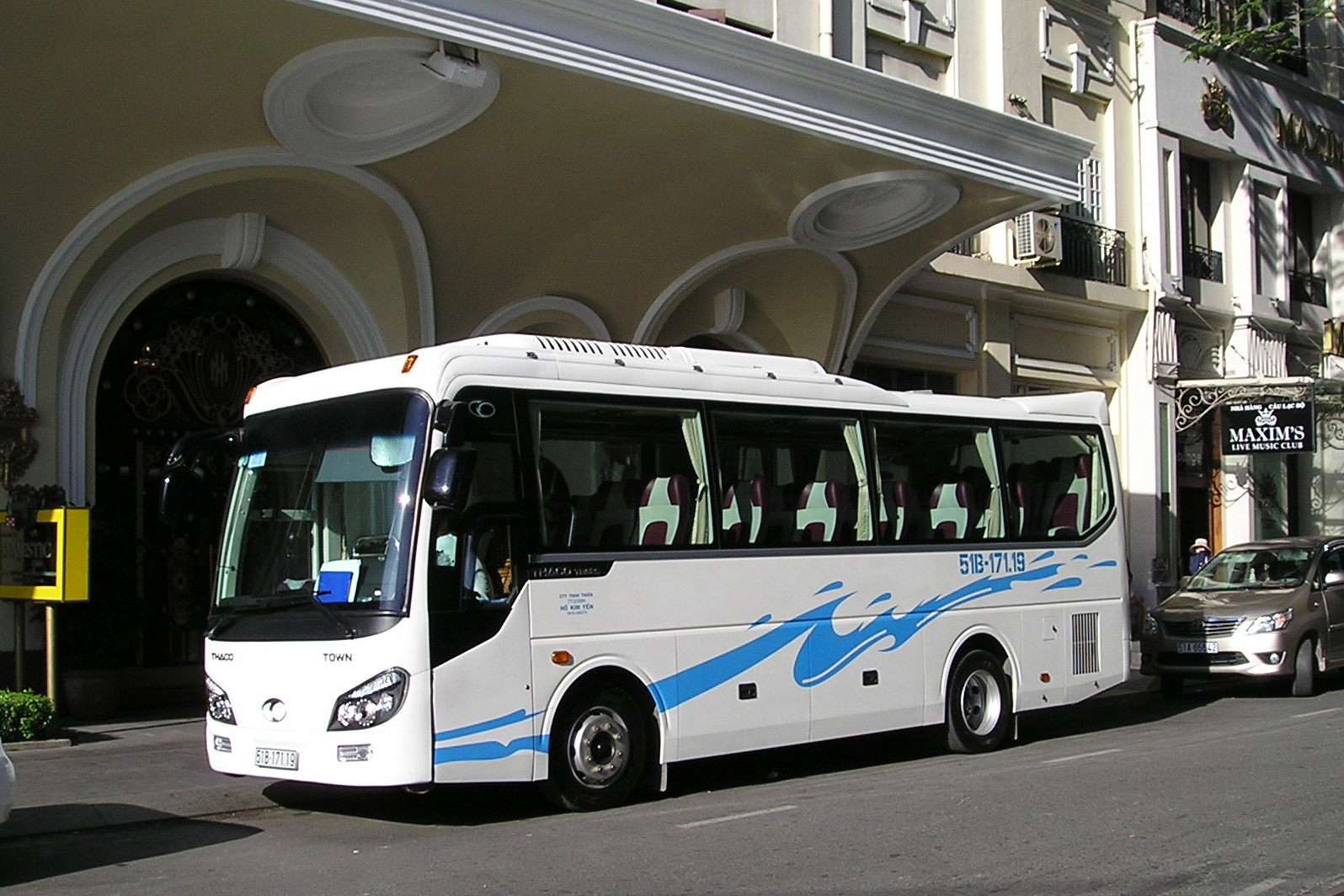
Thaco Town
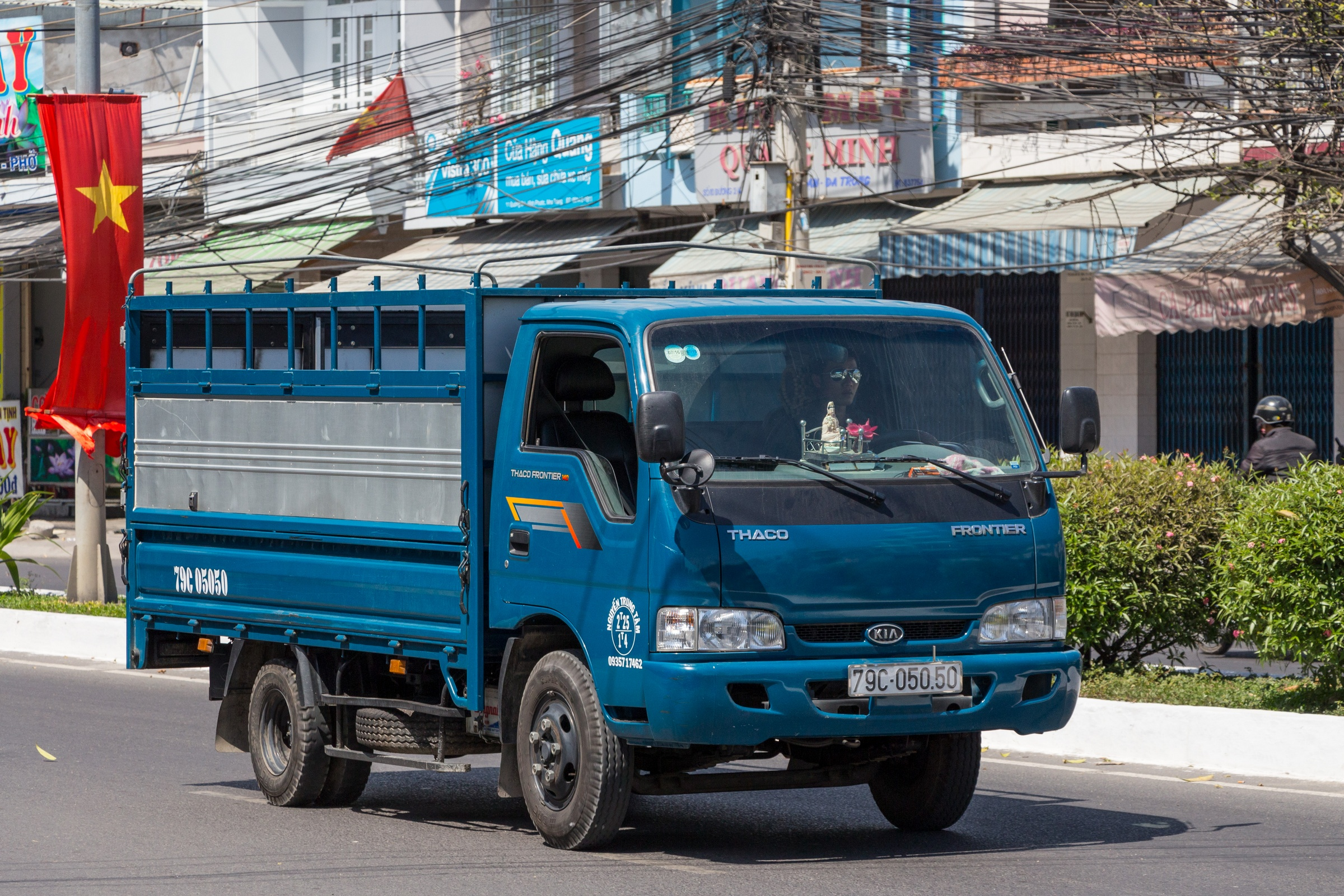
Thaco Frontier
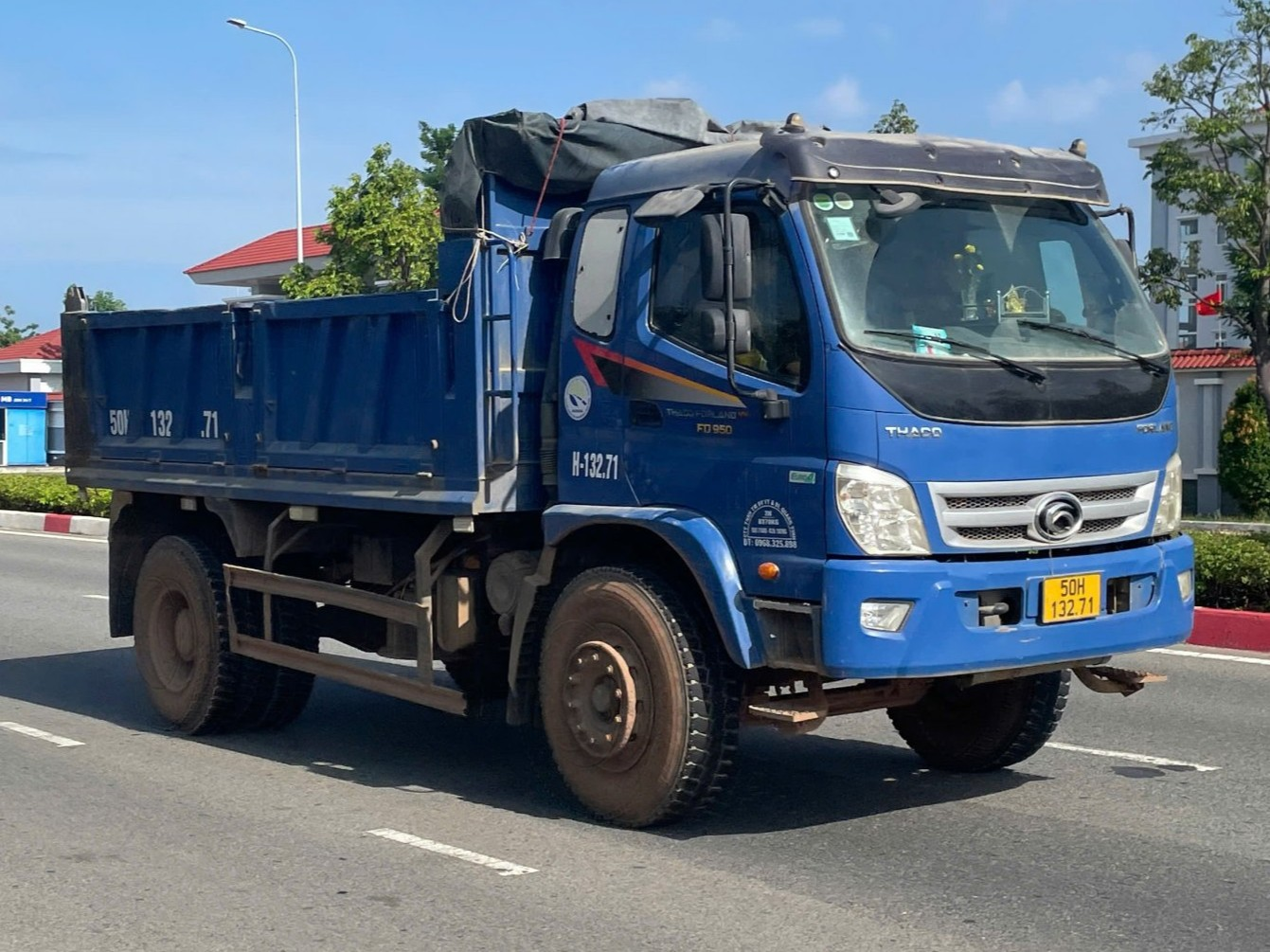
Thaco Forland
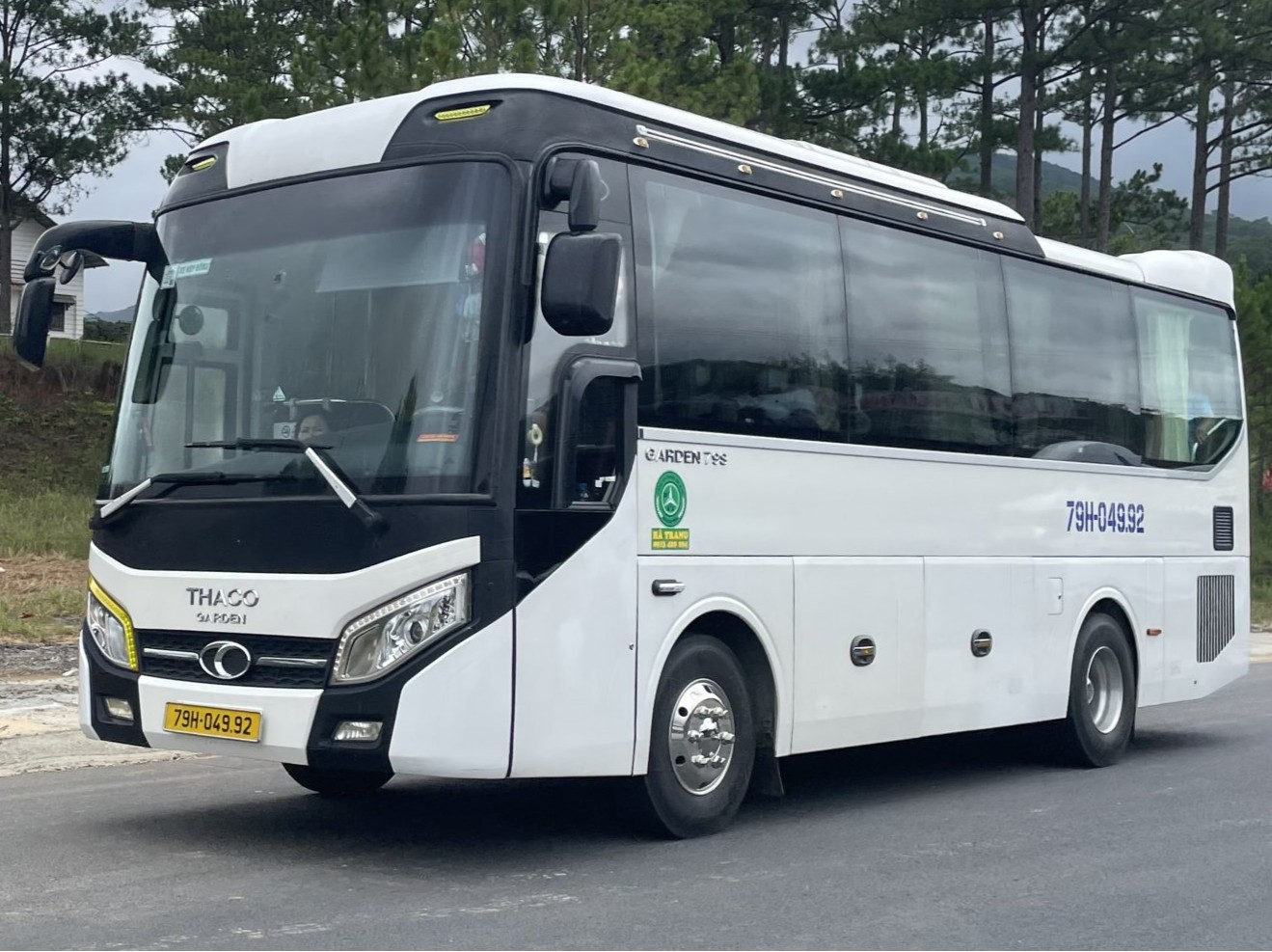
Thaco Garden
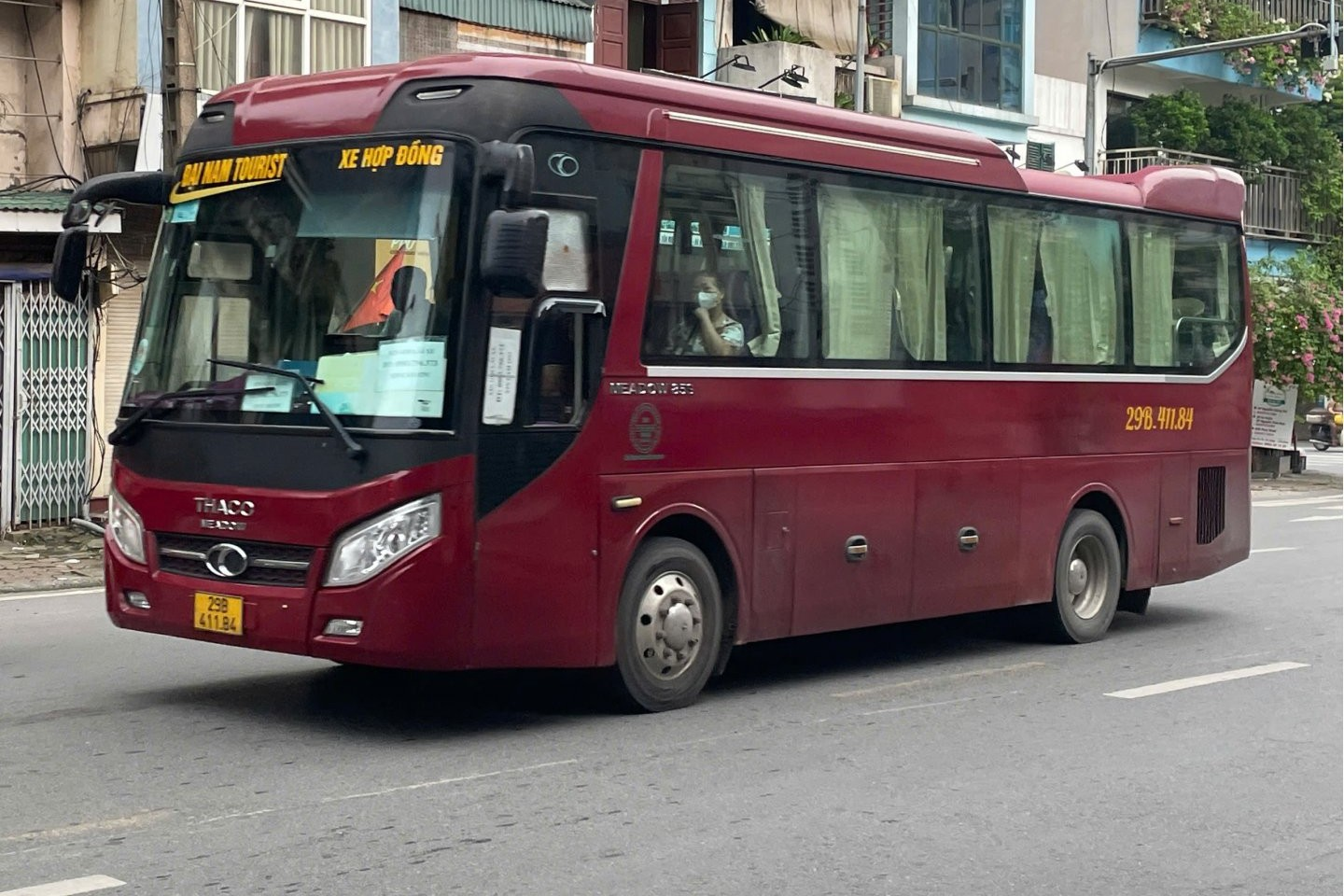
Thaco Meadow
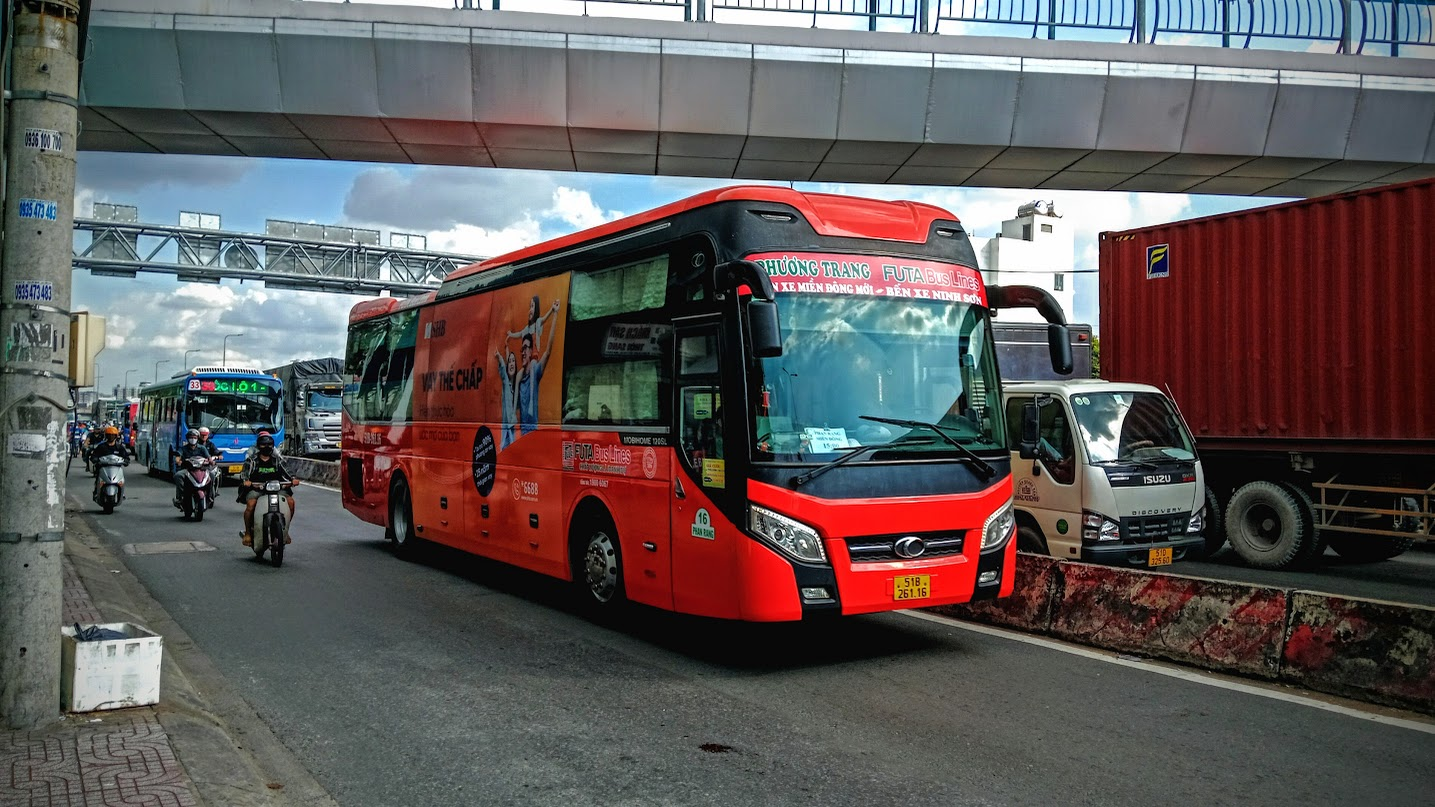
Thaco Mobihome
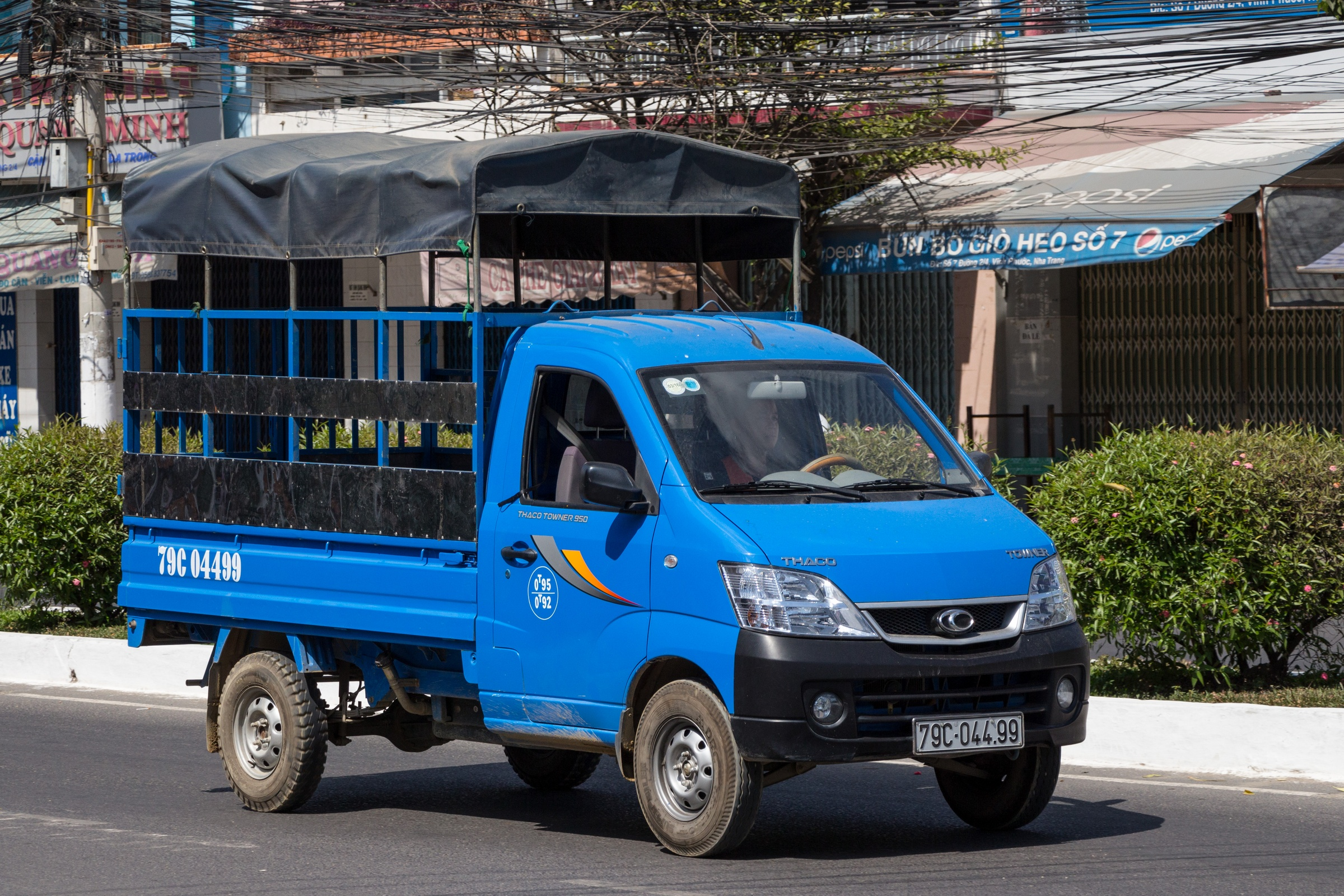
Thaco Towner
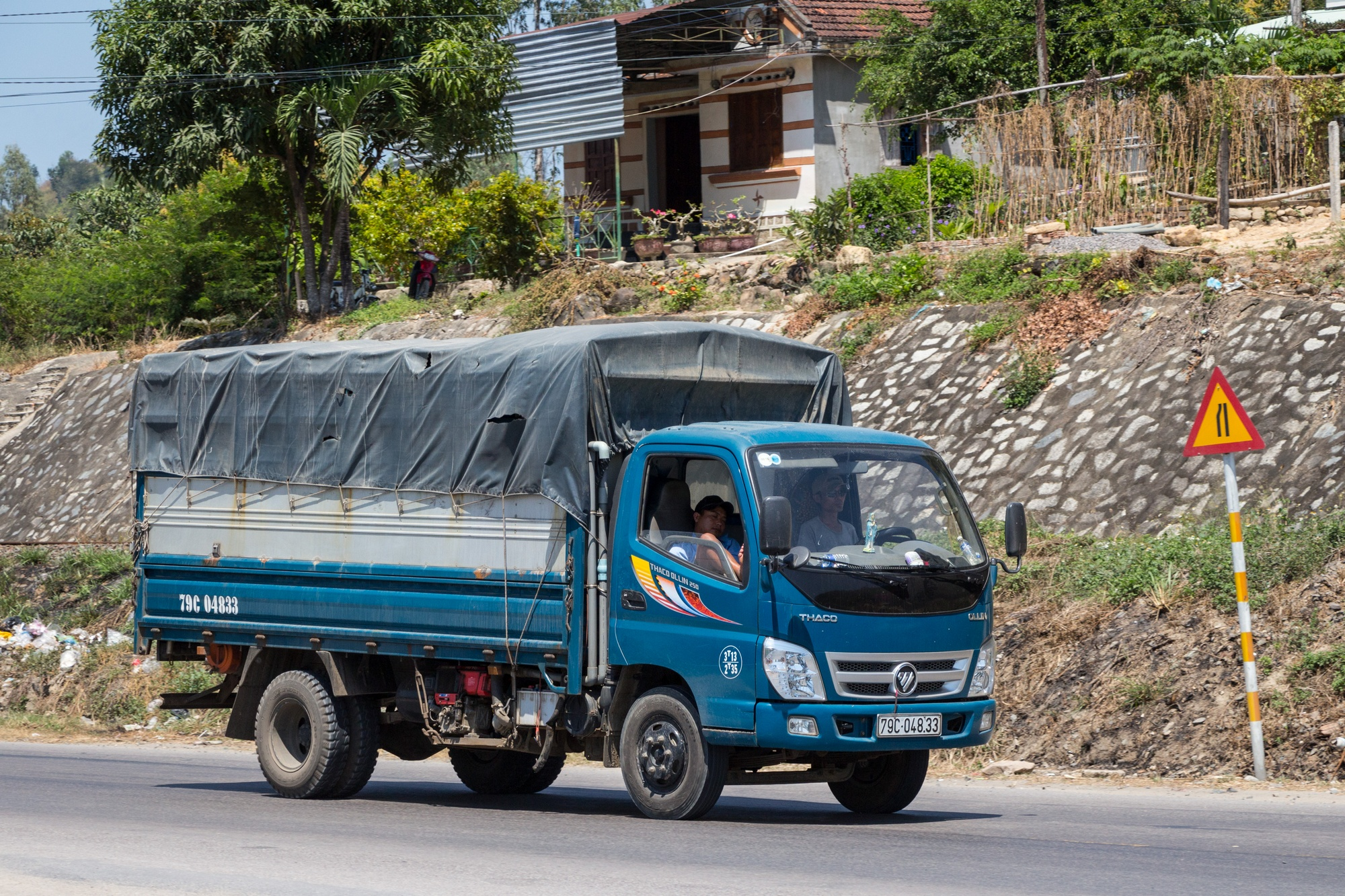
Thaco Ollin
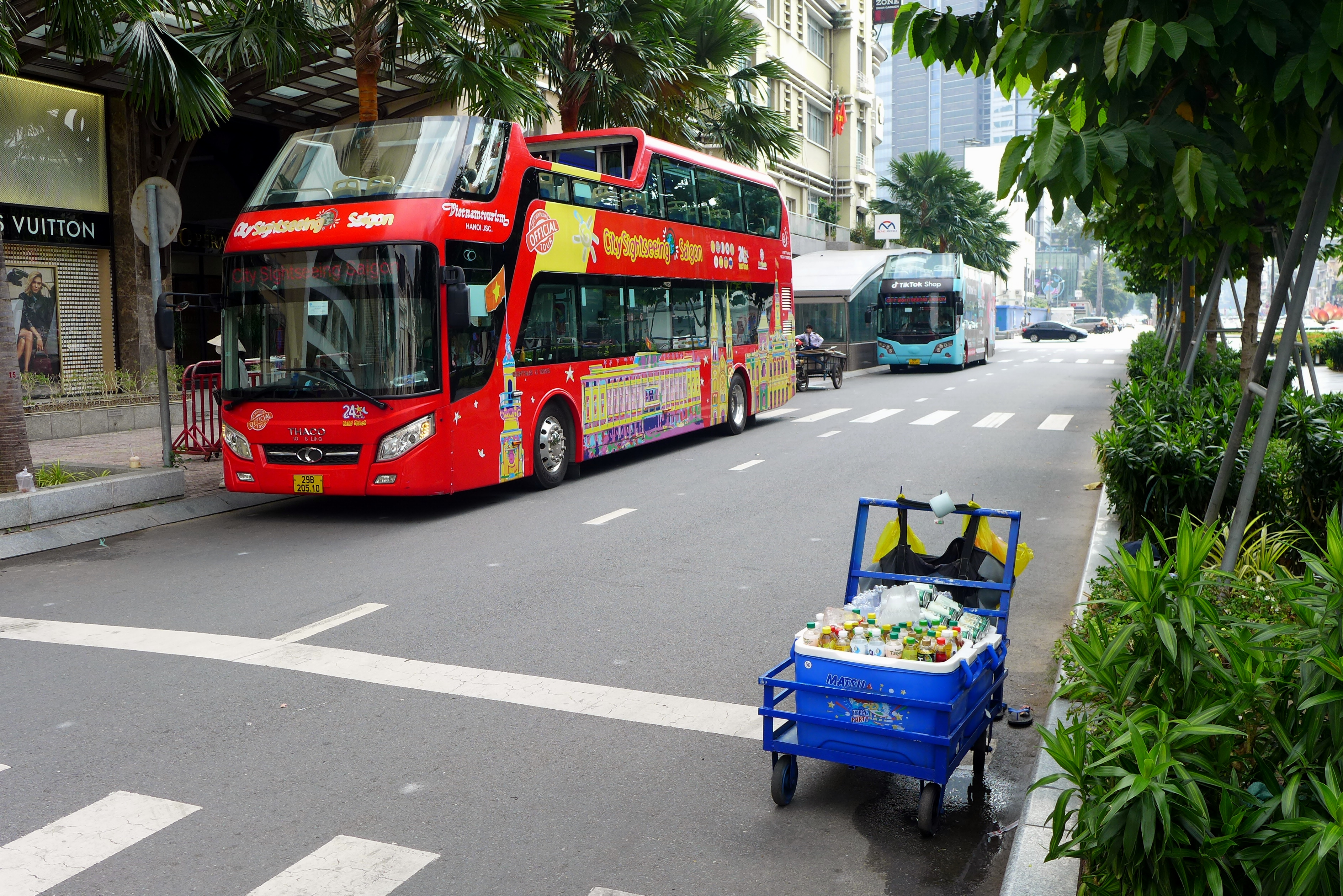
Thaco Sightseeing